# Joachim Gercken

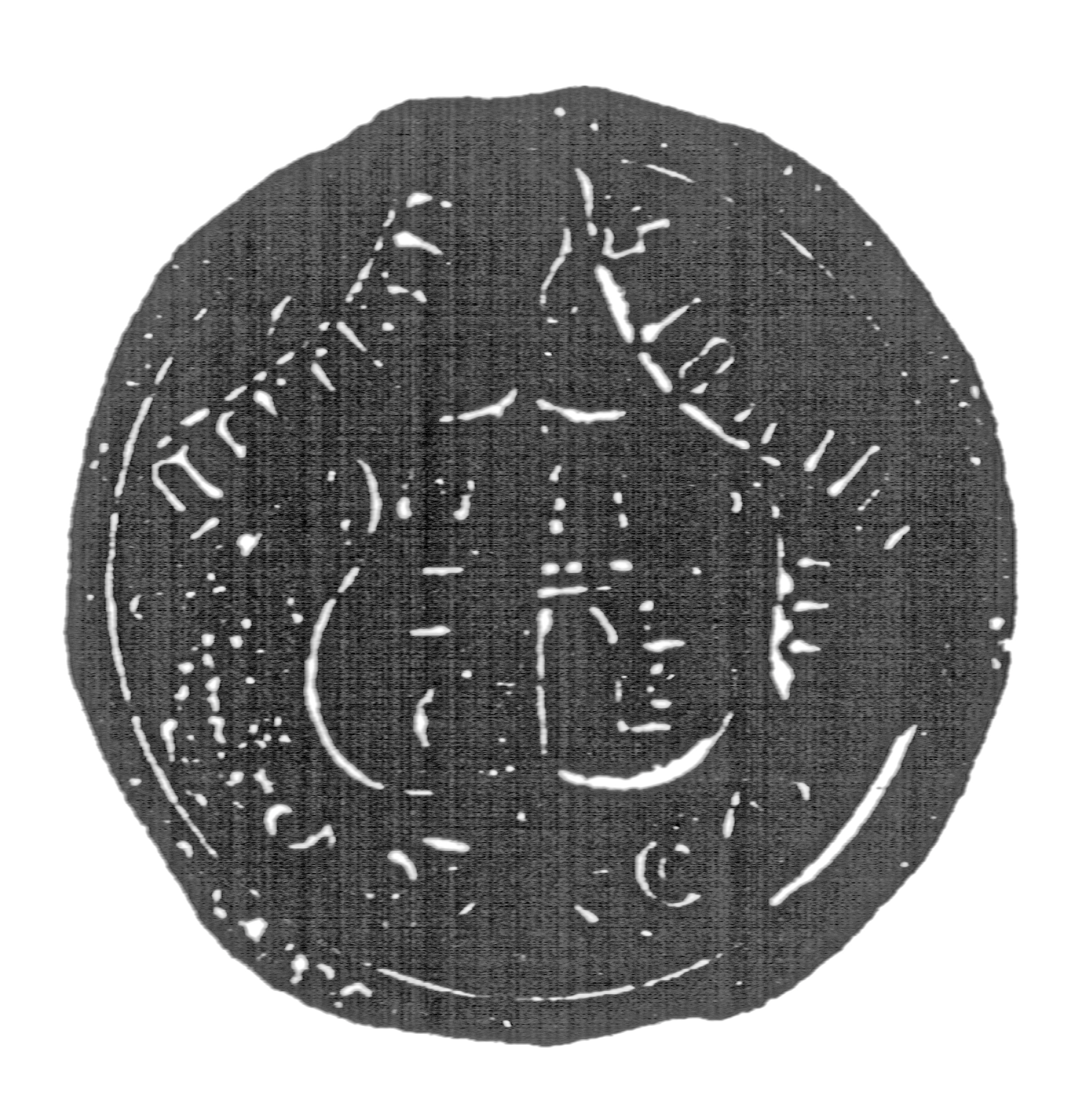
Siegel des Joachim Gercken

Joachim Gercken (auch: Jochim Ger(c)ken) (* in Hagenow; † 1544 in Lübeck) war deutscher Kaufmann und Bürgermeister der Hansestadt Lübeck.

## Leben
Gercken gehörte der Korporation der Bergenfahrer an. Sein Bruder Peter Gercken († nach 1540) war Magister und Kleriker und hatte 1530 eine Vikarie an der Marienkirche. 1534/37 war Peter Gercken Sekretär der Bergenfahrer wie zuvor sein Neffe Peter Kock († 1526).
1514 wurde Joachim Gercken in den Rat der Stadt gewählt. In den Seeschlachten bei Bornholm und vor Hela führte er 1522 die Lübecker Flotte gemeinsam mit dem Ratsherrn Hermann Falcke gegen die dänische Flotte unter Søren Norby zum Sieg. Von 1527 bis 1531 hatte er das Amt des Kämmereiherrn inne. 1530 war Gercken gemeinsam mit Hermann Plönnies in Bremen, um im Beisein Kaiserlicher Gesandter mit den Niederländern zu verhandeln. 1531 wurde Gercken zu einem der vier Bürgermeister gewählt.
Als die beiden ersten Bürgermeister Plönnies und Nikolaus Brömse Ostersamstag 1531 aus Protest gegen den Beschluss der inzwischen evangelisch gewordenen Stadt, sich dem Schmalkaldischen Bund anzuschließen, Lübeck verließen, wurde der katholische Gercken drei Tage auf dem Lübecker Rathaus gefangen gesetzt. 1532 führte er die Lübecker Gesandtschaft an in Begleitung des neu gewählten Bürgermeisters Gottschalck Lunte, die im Januar in Neumünster und im Juli in Kopenhagen mit König Friedrich I. von Dänemark über den Ausschluss der Holländer (Umlandfahrer) vom Ostseehandel verhandelte. Im Juli und August war er Teilnehmer der Verhandlungen über das Schicksal des von Friedrich I. gefangen gehaltenen Königs Christian II von Dänemark. Zum Hansetag am 26. Februar 1534 in Hamburg, bei dem es um Friedensverhandlungen bei dem von Jürgen Wullenwever angezettelten, missglückten Kaperkrieg gegen die Niederländer ging, reiste er gemeinsam mit Wullenwever, Anton von Stiten und Johann von Elpen. Als Wullenwever und der Stadthauptmann Marx Meyer die Verhandlungen vorzeitig verließen, weil sie Opposition gegen ihre Politik in Lübeck fürchteten, ritt Anton von Stiten ihnen nach. Obwohl er Lübeck vor ihnen erreichte, konnte er nicht verhindern, dass Jürgen Wullenwever Volk und Rat erneut hinter sich brachte. Die Gegner von Wullenwevers Politik, so auch Joachim Gercken, wurden am 11. April 1534 aus dem Rat ausgeschlossen. Gercken trat jedoch am 12. November 1534 wieder in den Rat unter Wullenwever ein, weil dieser auf Gerckens Rat und Erfahrung nicht verzichten mochte. Gercken leitete im August 1535 die Vergleichsverhandlungen zwischen der Lübecker Bürgerschaft und dem Neuen Rat, die zum Rücktritt der neuen Ratsmitglieder führten. Im Januar 1536 vertrat Gercken die Stadt bei den Friedensverhandlungen mit König Christian III. von Dänemark (Frieden von Hamburg), mit denen Lübecks Beteiligung an der Grafenfehde endete. Danach reiste er gemeinsam mit dem Bürgermeister Nikolaus Brömse nach Buxtehude zu Konsultationen in Sachen Wullenwever mit Herzog Heinrich II. von Braunschweig am 22. Januar 1536 und nahm auch an der Peinlichen Befragung Wullenwevers im März 1536 in Rotenburg teil.
Gercken war ein Gegner der Reformation. 1529 ließ er einen Bettler, der von Luther verdeutschte Psalmen sang, der Stadt verweisen. Immerhin stattete er ihn zuvor mit einem Paar Stiefel aus. Damit löste er der Sage nach eine Volksbewegung gegen die katholischen Prediger aus, die letztlich zur Durchsetzung der Reformation in Lübeck 1530 führte. Er selbst blieb aber bis an sein Lebensende katholisch. Noch 1542 vermehrte seine Frau Anna von Warendorp die Einkünfte einer von ihrem Vorfahren Bruno von Warendorp gegründeten Stiftung für das Domkapitel.
Gercken bewohnte in Lübeck von 1516 bis 1523 das Haus Alfstraße 19, danach das Haus Breite Straße 37.